# Polizeiruf 110: Tod durch elektrischen Strom
Tod durch elektrischen Strom ist ein deutscher Kriminalfilm von Peter Hagen aus dem Jahr 1990. Der Fernsehfilm erschien als 141. Folge der Filmreihe Polizeiruf 110.

## Handlung
Frühjahr 1989: Bei abendlichen Aushubarbeiten für eine geplante Abwasserleitung verhakt sich der Greifer des Baggers in Wurzelgestrüpp, wie Baggerführer Herbert Wilke vermutet. Er versucht, den Greifer mit einer Eisenstange zu lockern und beschädigt dabei das Starkstromkabel einer Kabeltrasse. Herbert wird vom Stromschlag getötet. Seine Frau Sonja hatte ihn von ihrem Haus aus stets im Blick, war doch ihr Liebhaber Sebastian Brauner heimlich bei ihr zu Besuch. So sieht sie die vom Strom ausgelösten Blitze, alarmiert die Notrettung und lässt sich von Sebastian zum Unfallort fahren. Sebastian fährt kurz darauf, will er doch nicht in die Sache hineingezogen werden.
Oberleutnant Jürgen Hübner und Oberleutnant Lutz Zimmermann übernehmen die Ermittlungen. Bei der Vernehmung gesteht Sonja, dass sie sich von ihrem Mann trennen wollte. Nun erfährt auch Sohn Thomas, dass die Ehe seiner Eltern am Ende war. Bald wird auch deutlich, dass die Arbeit nachlässig ausgeführt wurde. Herberts Schachtplan fehlt und es zeigt sich, dass der Bürgermeister und der Beauftragte des Kreisbauamtes die von Herbert markierte Trassenführung aus Bequemlichkeit zwar abzeichneten und genehmigten, jedoch nicht vor Ort überprüften. So wäre deutlich geworden, dass Herbert die Lage des Stromkabels nicht markiert hatte. Bald fragen sich die Ermittler, ob er überhaupt von dem Hauptkabel wusste. In einem Plan, der sich in Herberts Unterlagen findet, ist das Kabel nicht verzeichnet. Zudem stellt sich heraus, dass der Verantwortliche für die Planausgabe Sebastian Brauner war. Er sagt aus, dass der Plan, der in Herberts Arbeitskleidung gefunden wurde, noch aus der Zeit seines Hausbaus vor einigen Jahren stammte. Zwar lag zu dieser Zeit das Kabel bereits, doch erhielten die Hausbauer einen Plan aus dem Jahr 1979, in dem das Kabel nicht eingezeichnet war. Für die Hausbauer war es unerheblich, sodass von einem älteren, bereits existierenden Plan der Einfachheit halber Kopien angefertigt wurden.
Zufällig erfahren die Ermittler, dass Herbert für anstehende Arbeiten kurz vor seinem Tod einen Bauwagen nach Schwetzdorf bringen ließ. Hier findet Lutz Zimmermann eine weitere Arbeitsjacke Herberts, in der der korrekte Schachtplan steckt. Herbert hatte ihn einfach in Schwetzdorf vergessen und aus Zeitgründen auf den alten, ihm vorliegenden Plan zurückgegriffen, wollte er doch unbedingt an diesem Abend weiterarbeiten. Das nicht eingezeichnete Stromkabel vergaß er dabei. Sein Tod ist ein einfacher Unfall, auch wenn zahlreiche Institutionen versagt haben: Sie überprüften Herberts Arbeit nicht ordnungsgemäß, weil er ein verlässlicher und erfahrener Arbeiter war, ließen ihn nach Dienstschluss arbeiten und wiesen ihm schrottreife Arbeitsgeräte zu, wie den störanfälligen Bagger, dessen verhakter Greifer erst den Unfall auslöste. Jürgen Hübner deutet an, nicht in der Haut des entscheidenden Staatsanwalts stecken zu wollen.

## Produktion
Tod durch elektrischen Strom wurde vom 15. Januar bis 10. April 1990 in Potsdam sowie Bergholz-Rehbrücke gedreht. Die Kostüme des Films schuf Marion Mentel, die Filmbauten stammen von Harry Leupold. Der Film erlebte am 7. Oktober 1990 auf DFF 1 seine Fernsehpremiere. Damit war es der erste Polizeiruf, der nach der Deutschen Einheit seine Fernsehpremiere erlebte. Die Zuschauerbeteiligung lag bei 31,7 Prozent.
Es war die 141. Folge der Filmreihe Polizeiruf 110. Oberleutnant Jürgen Hübner ermittelte in seinem 61. Fall und Oberleutnant Lutz Zimmermann in seinem 23. Fall. In Anbetracht der politischen Entwicklungen wurde im Film konsequent auf die durchaus übliche Anrede Genosse in Gesprächen zwischen Polizisten verzichtet. Die Kritik nannte den Fall bzw. die im Film dargestellte Problematik rückblickend „zwar in der DDR brisant … aber nun, anderthalb Jahre später, nur noch […] Schnee von gestern. Die Fahrlässigkeit zu kritisieren, mit der Pläne erfüllt wurden, kam zu spät. Die Planwirtschaft war pleite.“

## Trivia
Im Kreisbauamt hängt an der Wand der Slogan "arbeite mit - plane mit - regiere mit". Allerdings hängt das Wort "regiere" halb herunter (bei 0:16:58), was bis zum Ende des Films auch nicht mehr korrigiert wird (0.57.55). Angesichts der politischen Situation während der Produktion ist das bemerkenswert. Die DDR existierte noch, aber die Mauer war gefallen und das Land im politischen Umbruch.